# 서유기전 온라인
《서유기전 온라인》은 귀혼을 제작한 앤앤지랩㈜(대표 이규덕)가 개발하고 넷마블에서 서비스하는 2D 사이드 스크롤 방식 온라인 게임이다.

## 서비스 사이트
- 넷마블 (2010년 5월 13일 ~ 2013년 3월 5일)

## 연혁

### 2010년
- 2010년 1월 28일 ~ 2월 3일 - 1차 비공개 테스트 실시
- 2010년 3월 11일 ~ 3월 14일 - 기문둔갑 게릴라 테스트 실시
- 2010년 5월 7일 ~ 5월 10일 - 프리오픈 테스트 실시
- 2010년 5월 13일 - 정식 오픈

### 2012년 ~ 2013년
- 2012년 9월 26일 - 수호전 3탄 업데이트, 기문둔갑 도술 리뉴얼 업데이트
- 2012년 10월 25일 - 개발 중단
- 2013년 3월 5일 서비스 종료

## 업데이트 변천사

### 2012/10/11
- 추석 이벤트 연장 (10월 25일까지)
- 상점 NPC 판매 아이템 변경

### 2012/09/26
- 수호전 3탄 업데이트 "수중의 전투"
- 기문둔갑 '신수' 세트 도술 리뉴얼
- 추석 이벤트 실시

## 만화책
- 《코믹 서유기전》이라는 만화책 시리즈가 2012년 10월 18일 기준으로 1권부터 6권까지 출시되었다.

## 같이 보기
- 귀혼